# Akiva Goldsman
Akiva Goldsman (New York, 7 luglio 1962) è uno sceneggiatore, regista, produttore cinematografico e produttore televisivo statunitense.

## Biografia
Akiva Goldsman è nato a New York da genitori ebrei ed è cresciuto a Brooklyn Heights. I suoi genitori, Tev Goldsman e Mira Rothenberg, erano entrambi psicologi pediatrici clinici che gestivano una casa famiglia per bambini emotivamente disturbati.Dopo essersi laureato alla Saint Ann's School,sempre a Brooklyn Heights, ha conseguito la laurea presso la Wesleyan University e ha frequentato il programma di scrittura di narrativa presso la New York University nel 1983. Vincitore dell'Oscar per la migliore sceneggiatura non originale di A Beautiful Mind. Specializzato in sceneggiature di film ad alto budget, ha lavorato assiduamente con i registi Joel Schumacher e Ron Howard, con quest'ultimo ha adattato per lo schermo i romanzi di Dan Brown, Il codice da Vinci e Angeli e demoni.

## Filmografia parziale

### Sceneggiatore
- Il cliente (The Client) (1994)
- Rosso d'autunno (Silent Fall) (1994)
- Batman Forever (1995)
- Il momento di uccidere (A Time to Kill) (1996)
- Batman & Robin (1997)
- Lost in Space - Perduti nello spazio (Lost in Space) (1998)
- Amori & incantesimi (Practical Magic) (1998)
- A Beautiful Mind (2001)
- Io, robot (I, Robot) (2004)
- Constantine (Co-Sceneggiatore, 2005)
- Cinderella Man - Una ragione per lottare (Cinderella Man) (2005)
- Il codice da Vinci (The Da Vinci Code) (2006)
- Io sono leggenda (I Am Legend) (2007)
- Angeli e demoni (Angels & Demons) (2009)
- Star Trek (2009)
- Fringe – serie TV, 19 episodi (2009-2012)
- Storia d'inverno (Winter's Tale), regia di Akiva Goldsman (2014)
- The Divergent Series: Insurgent, regia di Robert Schwentke (2015)
- La quinta onda (The 5th Wave), regia di J Blakeson (2016)
- The Ring 3 (Rings), regia di F. Javier Gutiérrez (2017)
- Transformers - L'ultimo cavaliere (Transformers: The Last Knight), regia di Michael Bay (2017) - soggetto
- La torre nera (The Dark Tower), regia di Nikolaj Arcel (2017)

### Produttore
- Lost in Space - Perduti nello spazio (Lost in Space) (1998)
- Blu profondo (Deep Blue Sea) (1999)
- Starsky & Hutch (2004)
- Nella mente del serial killer (Mindhunters) (2004)
- Constantine (2005)
- Mr. & Mrs. Smith (2005)
- Poseidon (2006)
- Io sono leggenda (I Am Legend) (2007)
- Hancock (2008)
- The Losers (2010)
- Fair Game - Caccia alla spia (Fair Game) (2010)
- Jonah Hex (2010)
- Fringe – serie TV, 78 episodi (2009-2013)
- Lone Survivor (2013)
- Storia d'inverno (Winter's Tale), regia di Akiva Goldsman (2014)
- Childhood's End – miniserie TV, 6 episodi (2015)
- Underground – serie TV (2016-2017)
- King Arthur - Il potere della spada (King Arthur: Legend of the Sword), regia di Guy Ritchie (2017)
- La torre nera (The Dark Tower), regia di Nikolaj Arcel (2017)
- Doctor Sleep, regia di Mike Flanagan (2019)
- La mappa delle piccole cose perfette (The Map of Tiny Perfect Things), regia di Ian Samuels (2021)
- Senza rimorso (Without Remorse), regia di Stefano Sollima (2021)

### Regista
- Storia d'inverno (Winter's Tale) (2014)
- Stephanie (2017)
- Fringe, episodio 1x17 - serie TV (2008)

### Attore
- Hancock, regia di Peter Berg (2008)
- Star Trek, regia di J. J. Abrams (2009)
- Into Darkness - Star Trek (Star Trek Into Darkness), regia di J. J. Abrams (2013)